# Crepidium lowii
Crepidium lowii là một loài thực vật có hoa trong họ Lan. Loài này được (E.Morren) Szlach. mô tả khoa học đầu tiên năm 1995.